# Powiat Bratysława II
Powiat Bratysława II (słow. okres Bratislava II) – słowacka jednostka administracyjna znajdująca się w kraju bratysławskim, obejmująca bratysławskie dzielnice Podunajské Biskupice, Ružinov i Vrakuňa.
Powiat Bratysława II zajmuje obszar 92,49 km². W 2016 roku był zamieszkiwany przez 114 092 obywateli, co dawało średnią gęstość zaludnienia w wysokości 1234 osób na km².